# Guatteria allenii
Guatteria allenii este o specie de plante angiosperme din genul Guatteria, familia Annonaceae, descrisă de Robert Elias Fries. Conform Catalogue of Life specia Guatteria allenii nu are subspecii cunoscute.